# Thanatus prolixus
Thanatus prolixus es una especie de araña cangrejo del género Thanatus, familia Philodromidae. Fue descrita científicamente por Simon en 1897.

## Distribución
Esta especie se encuentra en India.